# Liste der actiones des Römischen Privatrechts
D. 44,7,51 (Celsus libro tertio digestorum)
Nihil aliud est actio quam ius quod sibi debeatur, iudicio persequendi.
Die actio ist nichts anderes als das Recht, was einem geschuldet wird, gerichtlich durchzusetzen.
Das Römische Recht differenzierte nicht zwischen Privatrecht und Zivilprozessrecht. Vielmehr stellte nach römischen Rechtsverständnis die prozessuale Durchsetzung ein wesentliches Charakteristikum eines Anspruchs dar (siehe Formelles Recht). Aus dem aktionenrechtlichen Denken folgt, dass jedem dinglichen bzw. obligatorischen Recht eine bestimmte actio in rem bzw. actio in personam entspricht.
Auch wenn das Aktionensystem mit dem Verschwinden des Formularprozesses aus der römischen Rechtspraxis an Bedeutung verlor, stellen etliche dieser actiones immer noch tragende Grundlagen des geltenden Privatrechts dar.
| actio                                                           | Kläger                                                                                | Beklagter                                                                             | Klageziel                                                                                           |
| --------------------------------------------------------------- | ------------------------------------------------------------------------------------- | ------------------------------------------------------------------------------------- | --------------------------------------------------------------------------------------------------- |
| actio ad exhibendum (1)                                         | Eigentümer A                                                                          | Eigentümer B                                                                          | Trennung zusammengesetzter Sachen bei Sachverbindungen ohne Einwilligung                            |
| actio ad exhibendum (2)                                         | Eigentümer                                                                            | Besitzer                                                                              | Sachvorweisung vor Gericht als Druckmittel zur Einlassung bei rei vindicatio                        |
| actio ad supplendam legitimam                                   | benachteiligter Erbe                                                                  | weitere Erben                                                                         | Erbschafthöhe des Pflichtteils                                                                      |
| actio aquae pluviae arcendae                                    | Grundstückseigentümer (tieferliegend)                                                 | Grundstückseigentümer (höherliegend)                                                  | Neuregulierung des beeinträchtigten Regenwasserablaufes                                             |
| actio auctoritatis                                              | Erwerber durch mancipatio                                                             | Manzipant                                                                             | Haftung für ungestörten Besitz an manzipierten Sachen                                               |
| actio certae creditae pecuniae                                  | Darlehensgeber                                                                        | Darlehensnehmer                                                                       | Rückzahlung des Gelddarlehens                                                                       |
| actio civilis                                                   | Klage aus dem Bereich des ius civile                                                  | Klage aus dem Bereich des ius civile                                                  | Klage aus dem Bereich des ius civile                                                                |
| actio commodati contraria                                       | Entlehner                                                                             | Verleiher                                                                             | Aufwandersatz, Schadenersatz                                                                        |
| actio commodati directa                                         | Verleiher                                                                             | Entlehner                                                                             | Rückgabe, Schadenersatz                                                                             |
| actio communi dividundo                                         | Eigentümer                                                                            | Miteigentümer                                                                         | Teilung von Miteigentum, Abrechnung                                                                 |
| actio conducti (1)                                              | Mieter, Pächter                                                                       | Vermieter, Verpächter                                                                 | Gebrauchsüberlassung, Zinsreduktion, Zinsrückzahlung, Schadenersatz                                 |
| actio conducti (2)                                              | Dienstgeber                                                                           | Dienstnehmer                                                                          | Leistung, Schadenersatz                                                                             |
| actio conducti (3)                                              | Unternehmer                                                                           | Besteller                                                                             | Entgelt für erbrachte Leistungen aus dem Werkvertrag                                                |
| actio confessoria (vindicatio servitutis)                       | Servitutsberechtigter                                                                 | Eigentümer                                                                            | Feststellung und Ermöglichung zur Ausübung eines Servituts                                          |
| actio contraria                                                 | Gegenklage aus einem Rechtsverhältnis                                                 | Gegenklage aus einem Rechtsverhältnis                                                 | Gegenklage aus einem Rechtsverhältnis                                                               |
| actio de deiectis vel effusis                                   | Geschädigter                                                                          | Wohnungsinhaber                                                                       | Haftung für aus der Wohnung gefallene Sachen                                                        |
| actio de dolo (actio doli)                                      | Benachteiligter                                                                       | Arglistig Handelnder                                                                  | Schadenersatz                                                                                       |
| actio de in rem verso                                           | Gläubiger                                                                             | bereicherten Gewalthaber                                                              | Haftung aus Geschäften des Gewaltunterworfenen                                                      |
| actio de pauperie                                               | Geschädigter                                                                          | Tiereigentümer                                                                        | Haftung bei Schäden verursacht durch Tiere                                                          |
| actio de peculio                                                | Gläubiger                                                                             | Gewalthaber                                                                           | Haftung für ein dem Gewaltunterworfenen eingeräumten peculium                                       |
| actio depensi                                                   | Bürge                                                                                 | Hauptschuldner                                                                        | Regress nach Zahlung an den Gläubiger                                                               |
| actio depositi contraria                                        | Verwahrer                                                                             | Hinterleger                                                                           | Aufwandersatz, Schadenersatz                                                                        |
| actio depositi directa                                          | Hinterleger                                                                           | Verwahrer                                                                             | Rückgabe, Schadenersatz                                                                             |
| actio de posito vel suspenso                                    | Jedermann (Popularklage)                                                              | Gefährdenden                                                                          | Haftung wegen gefährlichen Aufstellens oder Herabhängens von Sachen am Haus                         |
| actio de tigno iuncto                                           | Eigentümer                                                                            | Bauführer                                                                             | Wertersatz von Baumaterial bei unzulässiger Verwendung                                              |
| actio directa                                                   | Hauptklage aus einem Rechtsverhältnis                                                 | Hauptklage aus einem Rechtsverhältnis                                                 | Hauptklage aus einem Rechtsverhältnis                                                               |
| actio doli (actio de dolo)                                      | Benachteiligter                                                                       | Arglistig Handelnder                                                                  | Schadenersatz                                                                                       |
| actio empti                                                     | Käufer                                                                                | Verkäufer                                                                             | Leistung des Kaufobjektes, Nebenleistungen, Wandlung/Minderung, Schadenersatz                       |
| actio ex stipulatu                                              | Gläubiger                                                                             | Schuldner                                                                             | Leistung oder Interesse aus einer Stipulation                                                       |
| actio ex testamento                                             | Legatar                                                                               | Erben                                                                                 | Erfüllung eines obligatorisch wirkenden Legats (Damnationslegat)                                    |
| actio familiae erciscundae                                      | Erbe in Erbengemeinschaft                                                             | Miterben                                                                              | Erbteilung, Abrechnung                                                                              |
| actio fiduciae contraria                                        | Treuhänder (Fiduziar)                                                                 | Treugeber (Fiduziant)                                                                 | Aufwandersatz, Schadenersatz                                                                        |
| actio fiduciae directa                                          | Treugeber (Fiduziant)                                                                 | Treuhänder (Fiduziar)                                                                 | Rückübereignung, Schadenersatz, bei Verkauf Herausgabe eines Gewinnes                               |
| actio finium regundorum                                         | Grundstückseigentümer                                                                 | Grundstückseigentümer                                                                 | Grenzbereinigung                                                                                    |
| actio furti                                                     | Eigentümer, Haftender für Bewachung (custodia)                                        | Dieb                                                                                  | Buße wegen Diebstahls                                                                               |
| actio honoraria                                                 | Klage aus dem Bereich des ius honorarium                                              | Klage aus dem Bereich des ius honorarium                                              | Klage aus dem Bereich des ius honorarium                                                            |
| actio in factum                                                 | vom Prätor neu geschaffene Klage, auf den speziellen Sachverhalt zugeschnittene Klage | vom Prätor neu geschaffene Klage, auf den speziellen Sachverhalt zugeschnittene Klage | vom Prätor neu geschaffene Klage, auf den speziellen Sachverhalt zugeschnittene Klage               |
| actio in factum concepta                                        | Klagsformel mit Aufzählung einzelner Tatbestandselemente                              | Klagsformel mit Aufzählung einzelner Tatbestandselemente                              | Klagsformel mit Aufzählung einzelner Tatbestandselemente                                            |
| Actio iniuriarum                                                | Verletzter                                                                            | Schädiger                                                                             | Buße wegen iniuria (vorsätzliche Körper- und Ehrverletzungen)                                       |
| actio in personam                                               | obligatorische Klage – Zugriff auf eine bestimmte Person                              | obligatorische Klage – Zugriff auf eine bestimmte Person                              | obligatorische Klage – Zugriff auf eine bestimmte Person                                            |
| actio in rem                                                    | dingliche Klage – Zugriff auf eine bestimmte Sache                                    | dingliche Klage – Zugriff auf eine bestimmte Sache                                    | dingliche Klage – Zugriff auf eine bestimmte Sache                                                  |
| actio legis aquiliae                                            | Geschädigter                                                                          | Schädiger                                                                             | Buße und Schadenersatz bei Sachbeschädigung                                                         |
| actio locati (1)                                                | Vermieter, Verpächter                                                                 | Mieter, Pächter                                                                       | Rückgabe, Zinszahlung, Schadenersatz                                                                |
| actio locati (2)                                                | Dienstnehmer                                                                          | Dienstgeber                                                                           | Entgelt der erbrachte Leistungen aus dem Dienstvertrag                                              |
| actio locati (3)                                                | Besteller                                                                             | Unternehmer                                                                           | Ausführung, Schadenersatz                                                                           |
| actio mandati contraria                                         | Beauftragter (Mandatar)                                                               | Auftraggeber (Mandant)                                                                | Aufwandersatz                                                                                       |
| actio mandati directa                                           | Auftraggeber (Mandant)                                                                | Beauftragter (Mandatar)                                                               | Abrechnung, Schadenersatz                                                                           |
| actio mixta                                                     | gemischte Klage, Buße und Vermögensausgleich umfassend                                | gemischte Klage, Buße und Vermögensausgleich umfassend                                | gemischte Klage, Buße und Vermögensausgleich umfassend                                              |
| actio negatoria                                                 | Eigentümer                                                                            | auf Servituten oder Recht auf Immissionen Anmaßender                                  | Klärung des Bestehens/Nichtbestehens von beschränkt dinglichen Rechten und Beendigung der Störungen |
| actio negotiorum gestorum contraria                             | Geschäftsführer                                                                       | Geschäftsherr                                                                         | Aufwandersatz aus der Geschäftsführung ohne Auftrag                                                 |
| actio negotiorum gestorum directa                               | Geschäftsherr                                                                         | Geschäftsführer                                                                       | Abrechnung, Schadenersatz aus der Geschäftsführung ohne Auftrag                                     |
| actio noxalis                                                   | Geschädigter                                                                          | Gewalthaber                                                                           | Haftung bei Delikten des Gewaltunterworfenen                                                        |
| actio Pauliana                                                  | Masseverwalter, Konkursgläubiger                                                      | Gemeinschuldner, Partner des Gemeinschuldners                                         | Haftung wegen Gläubigerbenachteiligung (fraus creditorum)                                           |
| actio perpetua                                                  | unbefristete Klage                                                                    | unbefristete Klage                                                                    | unbefristete Klage                                                                                  |
| actio pigneratitia in personam contraria                        | Pfandnehmer                                                                           | Pfandgeber                                                                            | Aufwandersatz, Schadenersatz, Ersatzpfand                                                           |
| actio pigneratitia in personam directa                          | Pfandgeber                                                                            | Pfandnehmer                                                                           | Rückgabe, Schadenersatz, bei Verkauf Herausgabe erlangten Gewinnes                                  |
| actio poenalis                                                  | Bußklage                                                                              | Bußklage                                                                              | Bußklage                                                                                            |
| actio popularis (Popularklage)                                  | Jedermann                                                                             |                                                                                       | Klage, die durch jedermann erhoben werden konnte                                                    |
| actio Publiciana                                                | ziviler-, prätorischer Eigentümer, Ersitzungsbesitzer                                 | Besitzer                                                                              | Eigentumsherausgabe                                                                                 |
| actio praescriptis verbis                                       | vorleistender Vertragspartner A                                                       | Vertragspartner B                                                                     | Erbringung der Gegenleistung bei Innominatrealkontrakten                                            |
| actio pro socio                                                 | Gesellschafter (socius)                                                               | weitere Gesellschafter                                                                | Abrechnung                                                                                          |
| actio quanti minoris                                            | Käufer                                                                                | Verkäufer                                                                             | Preisminderung wegen Sachmängel binnen 12 Monaten                                                   |
| actio quod metus causa                                          | Bedrohter                                                                             | Drohenden                                                                             | Buße wegen unter Drohung erfolgten Rechtshandlungen                                                 |
| actio redhibitoria                                              | Käufer                                                                                | Verkäufer                                                                             | Wandlung des Kaufvertrages wegen Sachmängel binnen sechs Monaten                                    |
| actio rei uxoriae                                               | Ehefrau                                                                               | Ex-Mann, Erben des Ehemannes                                                          | Herausgabe der Mitgift (Dos)                                                                        |
| actio Serviana (vindicatio pignoris, actio pigneratitia in rem) | Pfandberechtigter                                                                     | Pfandgeber, Dritte                                                                    | Herausgabe                                                                                          |
| actio temporalis                                                | befristete Klage                                                                      | befristete Klage                                                                      | befristete Klage                                                                                    |
| actio tutelae contraria                                         | Vormund                                                                               | Mündel                                                                                | Aufwendungsersatz                                                                                   |
| actio tutelae directa                                           | Mündel                                                                                | Vormund                                                                               | Abrechnung, Schadenersatz                                                                           |
| actio utilis                                                    | vom Prätor meist durch Analogie im Wortlaut abgewandelte Klage                        | vom Prätor meist durch Analogie im Wortlaut abgewandelte Klage                        | vom Prätor meist durch Analogie im Wortlaut abgewandelte Klage                                      |
| actio venditi                                                   | Verkäufer                                                                             | Käufer                                                                                | Kaufpreiszahlung                                                                                    |
| actio vi bonorum raptorum                                       | Eigentümer                                                                            | Räuber                                                                                | Buße wegen Raubes                                                                                   |
| condictio                                                       | strengrechtliche actio aus einem obligatorischen Rechtsverhältnis                     | strengrechtliche actio aus einem obligatorischen Rechtsverhältnis                     | strengrechtliche actio aus einem obligatorischen Rechtsverhältnis                                   |
| condictio (1)                                                   | Gläubiger                                                                             | Schuldner                                                                             | Leistung, Sachwert des Versprochenen aus einer Stipulation                                          |
| condictio (2, actio certae creditae pecuniae)                   | Darlehensgeber                                                                        | Darlehensnehmer                                                                       | Rückzahlung                                                                                         |
| condictio causa data non secuta (condictio ob causam datorum)   | Geber                                                                                 | ungerechtfertigt bereicherter Empfänger                                               | Rückforderung der Leistung bei Zweckverfehlung                                                      |
| condictio furtiva                                               | Eigentümer                                                                            | Dieb                                                                                  | Rückgabe, Sachwertersatz wegen Diebstahls                                                           |
| condictio indebiti                                              | Geber                                                                                 | ungerechtfertigt bereicherter Empfänger                                               | Rückforderung wegen Zahlung auf eine Nichtschuld                                                    |
| condictio ob causam datorum (condictio causa data non secuta)   | Geber                                                                                 | ungerechtfertigt bereicherter Empfänger                                               | Rückforderung der Leistung bei Zweckverfehlung                                                      |
| condictio ob causam finitam                                     | Geber                                                                                 | ungerechtfertigt bereicherter Empfänger                                               | Rückforderung der Leistung wegen Entfalls der causa                                                 |
| condictio ob iniustam causam                                    | Geber                                                                                 | ungerechtfertigt bereicherter Empfänger                                               | Rückforderung der Leistung wegen Gesetzeswidrigkeit                                                 |
| condictio ob turpem causam                                      | Geber                                                                                 | ungerechtfertigt bereicherter Empfänger                                               | Rückforderung der Leistung wegen Sittenwidrigkeit                                                   |
| condictio sine causa                                            | Geber                                                                                 | ungerechtfertigt bereicherter Empfänger                                               | Rückforderung der Leistung wegen fehlender causa                                                    |
| condictio triticaria                                            | Darlehensgeber                                                                        | Darlehensnehmer                                                                       | Rückforderung von Getreidedarlehen                                                                  |
| iudex, qui litem suam fecit                                     | Prozesspartei                                                                         | Richter                                                                               | Haftung für Pflichtverletzungen im Prozess                                                          |
| querela inofficiosi testamenti                                  | verkürzter Erbe                                                                       | weitere Erben                                                                         | Anfechtung des Testaments                                                                           |
| rei vindicatio                                                  | ziviler Eigentümer                                                                    | Besitzer                                                                              | Herausgabe, Nebenleistungen                                                                         |
| vindicatio servitutis (actio confessoria)                       | Servitutsberechtigter                                                                 | Eigentümer                                                                            | Feststellung und Ermöglichung zur Ausübung eines Servituts                                          |
| vindicatio ususfructus                                          | Ususfruktar                                                                           | Eigentümer                                                                            | Feststellung und Ermöglichung zur Ausübung des Fruchtgenussrechts                                   |
| actio iudicati                                                  | Vollstreckungsklage aus Urteil                                                        | Vollstreckungsklage aus Urteil                                                        | Vollstreckungsklage aus Urteil                                                                      |